# صيمارة (حديبو)
صيمارة هي إحدى قرى مديرية حديبو التابعة لمحافظة سقطرى، بلغ تعداد سكانها 21 نسمة حسب تعداد اليمن لعام 2004.